# کوه پالاندوکن
کوه پالاندوکن (به ترکی استانبولی: Palandöken Mountain) یک کوه در ترکیه است که در Palandöken واقع شده‌است. کوه پالاندوکن ۳٬۲۷۱ متر بالاتر از سطح دریا واقع شده‌است.